# AFI 선정 100대 코미디 영화
AFI 100년 시리즈의 일부인 AFI 선정 100대 코미디 영화(영어: AFI's 100 Years...100 Laughs)는 미국 영화 연구소 (AFI)가 미국 영화사에서 가장 웃긴 영화 100편을 선정한 목록이다. 총 500편의 다양한 코미디 영화들이 후보에 올랐으며, 장르에는 슬랩스틱, 액션 코미디, 스크루볼 코미디, 로맨틱 코미디, 풍자, 블랙 코미디, 뮤지컬 코미디, 풍속 코미디, 희극 등이 포함되었다. 이 목록은 미국 영화 연구소에서 2000년 6월 13일에 공개되었다.
케리 그랜트는 8편의 영화로 이 목록에 가장 많이 등장한다.

## 기준
AFI에 따르면, 후보 선정 기준은 다음과 같다.

- 장편 극영화: 영화는 일반적으로 60분 이상의 내러티브 형식이어야 한다.
- 미국 영화: 영화는 영어로 제작되어야 하며 미국으로부터 상당한 창작 및 재정적 제작 요소가 있어야 한다.
- 코미디: 장르와 상관없이, 영화 요소들의 총체적인 코미디적 영향이 단순한 미소의 합을 넘어서는 경험을 만들어내는 것.
- 유산: 시간이 흘러도 울려 퍼지며 미국 영화 유산을 풍요롭게 하고 오늘날의 예술가와 관객에게 영감을 주는 웃음.

## 영화 목록
| #   | 영화                                    | 감독                                      | 연도 |
| --- | --------------------------------------- | ----------------------------------------- | ---- |
| 1   | 뜨거운 것이 좋아                        | 빌리 와일더                               | 1959 |
| 2   | 투씨                                    | 시드니 폴락                               | 1982 |
| 3   | 닥터 스트레인지러브                     | 스탠리 큐브릭                             | 1964 |
| 4   | 애니 홀                                 | 우디 앨런                                 | 1977 |
| 5   | 식은 죽 먹기                            | 리오 매케리                               | 1933 |
| 6   | 브레이징 새들스                         | 멜 브룩스                                 | 1974 |
| 7   | 매시                                    | 로버트 올트먼                             | 1970 |
| 8   | 어느 날 밤에 생긴 일                    | 프랭크 캐프라                             | 1934 |
| 9   | 졸업                                    | 마이크 니컬스                             | 1967 |
| 10  | 에어플레인                              | 짐 에이브러햄스, 데이비드 주커, 제리 주커 | 1980 |
| 11  | 프로듀서                                | 멜 브룩스                                 | 1967 |
| 12  | 오페라의 밤                             | 샘 우드                                   | 1935 |
| 13  | 영 프랑켄슈타인                         | 멜 브룩스                                 | 1974 |
| 14  | 베이비 길들이기                         | 하워드 호크스                             | 1938 |
| 15  | 필라델피아 스토리                       | 조지 큐커                                 | 1940 |
| 16  | 사랑은 비를 타고                        | 진 켈리, 스탠리 도넌                      | 1952 |
| 17  | 오드 커플                               | 진 색스                                   | 1968 |
| 18  | 제너럴                                  | 클라이드 브러크먼, 버스터 키턴            | 1927 |
| 19  | 그의 연인 프라이데이                    | 하워드 호크스                             | 1940 |
| 20  | 아파트 열쇠를 빌려드립니다              | 빌리 와일더                               | 1960 |
| 21  | 완다라는 이름의 물고기                  | 찰스 크라이턴                             | 1988 |
| 22  | 아담의 부인                             | 조지 큐커                                 | 1949 |
| 23  | 해리가 샐리를 만났을 때                 | 롭 라이너                                 | 1989 |
| 24  | 귀여운 빌리                             | 조지 큐커                                 | 1950 |
| 25  | 황금광 시대                             | 찰리 채플린                               | 1925 |
| 26  | 찬스                                    | 할 애슈비                                 | 1979 |
| 27  | 메리에겐 뭔가 특별한 것이 있다          | 피터 패럴리, 로버트 패럴리                | 1998 |
| 28  | 고스트버스터즈                          | 아이번 라이트먼                           | 1984 |
| 29  | 이것이 스파이널 탭이다                  | 롭 라이너                                 | 1984 |
| 30  | 아세닉 엔 올드 레이스                   | 프랭크 캐프라                             | 1944 |
| 31  | 아리조나 유괴사건                       | 조엘 코언                                 | 1987 |
| 32  | 그림자 없는 남자                        | W. S. 밴다이크                            | 1934 |
| 33  | 모던 타임스                             | 찰리 채플린                               | 1936 |
| 34  | 사랑의 블랙홀                           | 해럴드 레이미스                           | 1993 |
| 35  | 하비                                    | 헨리 코스터                               | 1950 |
| 36  | 애니멀 하우스의 악동들                  | 존 랜디스                                 | 1978 |
| 37  | 위대한 독재자                           | 찰리 채플린                               | 1940 |
| 38  | 시티 라이트                             | 찰리 채플린                               | 1931 |
| 39  | 설리반의 여행                           | 프레스턴 스터지스                         | 1941 |
| 40  | 매드 매드 대소동                        | 스탠리 크레이머                           | 1963 |
| 41  | 문스트럭                                | 노먼 주이슨                               | 1987 |
| 42  | 빅                                      | 페니 마셜                                 | 1988 |
| 43  | 청춘 낙서                               | 조지 루카스                               | 1973 |
| 44  | 마이 맨 갓프리                          | 그레고리 라 카바                          | 1936 |
| 45  | 해롤드와 모드                           | 할 애슈비                                 | 1971 |
| 46  | 맨해튼                                  | 우디 앨런                                 | 1979 |
| 47  | 샴푸                                    | 할 애슈비                                 | 1975 |
| 48  | 핑크 팬더 2 - 어둠 속에 총성이          | 블레이크 에드워즈                         | 1964 |
| 49  | 사느냐 죽느냐                           | 에른스트 루비치                           | 1942 |
| 50  | 캣 벌루                                 | 엘리엇 실버스틴                           | 1965 |
| 51  | 7년만의 외출                            | 빌리 와일더                               | 1955 |
| 52  | 니노치카                                | 에른스트 루비치                           | 1939 |
| 53  | 미스터 아더                             | 스티브 고든                               | 1981 |
| 54  | 모간 크리크의 기적                      | 프레스턴 스터지스                         | 1944 |
| 55  | 레이디 이브                             | 프레스턴 스터지스                         | 1941 |
| 56  | 애보트와 코스텔로 프랑켄슈타인을 만나다 | 찰스 바턴                                 | 1948 |
| 57  | 청춘의 양지                             | 배리 레빈슨                               | 1982 |
| 58  | 이것이 선물                             | 노먼 Z. 맥리오드                          | 1934 |
| 59  | 경마장의 하루                           | 샘 우드                                   | 1937 |
| 60  | 토퍼                                    | 노먼 Z. 맥리오드                          | 1937 |
| 61  | 왓츠 업 덕                              | 피터 보그다노비치                         | 1972 |
| 62  | 셜록 주니어                             | 버스터 키턴                               | 1924 |
| 63  | 비버리 힐스 캅                          | 마틴 브레스트                             | 1984 |
| 64  | 브로드캐스트 뉴스                       | 제임스 L. 브룩스                          | 1987 |
| 65  | 풋볼 대소동                             | 노먼 Z. 맥리오드                          | 1932 |
| 66  | 돈을 갖고 튀어라                        | 우디 앨런                                 | 1969 |
| 67  | 미세스 다웃파이어                       | 크리스 콜럼버스                           | 1993 |
| 68  | 이혼 소동                               | 리오 매케리                               | 1937 |
| 69  | 바나나 공화국                           | 우디 앨런                                 | 1971 |
| 70  | 천금을 마다한 사나이                    | 프랭크 캐프라                             | 1936 |
| 71  | 캐디쉑                                  | 해럴드 레이미스                           | 1980 |
| 72  | 미스터 브랜딩스                         | H. C. 포터                                | 1948 |
| 73  | 몽키 비지니스                           | 노먼 Z. 맥리오드                          | 1931 |
| 74  | 나인 투 파이브                          | 콜린 히긴스                               | 1980 |
| 75  | 다이아몬드 릴                           | 로웰 셔먼                                 | 1933 |
| 76  | 빅터 빅토리아                           | 블레이크 에드워즈                         | 1982 |
| 77  | 팜 비치 스토리                          | 프레스턴 스터지스                         | 1942 |
| 78  | 모로코 가는 길                          | 데이비드 버틀러                           | 1942 |
| 79  | 신입생                                  | 프레드 C. 뉴마이어, 샘 테일러             | 1925 |
| 80  | 슬리퍼                                  | 우디 앨런                                 | 1973 |
| 81  | 항해자                                  | 버스터 키턴, 도널드 크리스프              | 1924 |
| 82  | 벤자민 일등병                           | 하워드 지프                               | 1980 |
| 83  | 신부의 아버지                           | 빈센트 미넬리                             | 1950 |
| 84  | 로스트 인 아메리카                      | 앨버트 브룩스                             | 1985 |
| 85  | 8시 석찬                                | 조지 큐커                                 | 1933 |
| 86  | 굿바이 뉴욕 굿모닝 내 사랑              | 론 언더우드                               | 1991 |
| 87  | 리치몬드 연애 소동                      | 에이미 해커링                             | 1982 |
| 88  | 비틀쥬스                                | 팀 버튼                                   | 1988 |
| 89  | 바보 네이빈                             | 칼 라이너                                 | 1979 |
| 90  | 여성의 해                               | 조지 스티븐스                             | 1942 |
| 91  | 하트브레이크 키드                       | 일레인 메이                               | 1972 |
| 92  | 볼 오브 파이어                          | 하워드 호크스                             | 1941 |
| 93  | 파고                                    | 조엘 코언                                 | 1996 |
| 94  | 앤티 맘                                 | 모턴 다코스타                             | 1958 |
| 95  | 실버 스트릭                             | 아서 힐러                                 | 1976 |
| 96  | 사막의 아들                             | 윌리엄 A. 자이터                          | 1933 |
| 97  | 19번째 남자                             | 론 셸턴                                   | 1988 |
| 98  | 코트 제스터                             | 멜빈 프랭크, 노먼 파나마                  | 1956 |
| 99  | 너티 프로페서                           | 제리 루이스                               | 1963 |
| 100 | 굿모닝 베트남                           | 배리 레빈슨                               | 1987 |